# Moi-Peau
 (avril 2023).
La mise en forme du texte ne suit pas les recommandations de Wikipédia : il faut le « wikifier ».
Les points d'amélioration suivants sont les cas les plus fréquents. Le détail des points à revoir est peut-être précisé sur la page de discussion.
- Les titres sont pré-formatés par le logiciel. Ils ne sont ni en capitales, ni en gras.
- Le texte ne doit pas être écrit en capitales (les noms de famille non plus), ni en gras, ni en italique, ni en « petit »…
- Le gras n'est utilisé que pour surligner le titre de l'article dans l'introduction, une seule fois.
- L'italique est rarement utilisé : mots en langue étrangère, titres d'œuvres, noms de bateaux, etc.
- Les citations ne sont pas en italique mais en corps de texte normal. Elles sont entourées par des guillemets français : « et ».
- Les listes à puces sont à éviter, des paragraphes rédigés étant largement préférés. Les tableaux sont à réserver à la présentation de données structurées (résultats, etc.).
- Les appels de note de bas de page (petits chiffres en exposant, introduits par l'outil «  Source ») sont à placer entre la fin de phrase et le point final[comme ça].
- Les liens internes (vers d'autres articles de Wikipédia) sont à choisir avec parcimonie. Créez des liens vers des articles approfondissant le sujet. Les termes génériques sans rapport avec le sujet sont à éviter, ainsi que les répétitions de liens vers un même terme.
- Les liens externes sont à placer uniquement dans une section « Liens externes », à la fin de l'article. Ces liens sont à choisir avec parcimonie suivant les règles définies. Si un lien sert de source à l'article, son insertion dans le texte est à faire par les notes de bas de page.
- La présentation des références doit suivre les conventions bibliographiques. Il est recommandé d'utiliser les modèles {{Ouvrage}}, {{Chapitre}}, {{Article}}, {{Lien web}} et/ou {{Bibliographie}}. Le mode d'édition visuel peut mettre en forme automatiquement les références.
- Insérer une infobox (cadre d'informations à droite) n'est pas obligatoire pour parachever la mise en page.

Pour une aide détaillée, merci de consulter Aide:Wikification.
Si vous pensez que ces points ont été résolus, vous pouvez retirer ce bandeau et améliorer la mise en forme d'un autre article.
 (janvier 2023).
Si vous disposez d'ouvrages ou d'articles de référence ou si vous connaissez des sites web de qualité traitant du thème abordé ici, merci de compléter l'article en donnant les références utiles à sa vérifiabilité et en les liant à la section « Notes et références ».
Le Moi-Peau est un concept clé de la psychanalyse développé par Didier Anzieu à partir de 1974. Il a été exposé dans divers travaux dont en 1985 un livre précisément nommé Le Moi-Peau.
Le Moi-Peau y est présenté comme étant davantage qu'une théorie psychanalytique : il s'agit d'une façon de penser le psychisme depuis la naissance de l'humain jusqu'à son âge adulte, au moment où les névroses et psychoses s'expriment le plus activement. Il ne s'agit pas d'une méthode de soin mais plutôt d'une grille de décodage des multiples symptômes. Partant de l'hypothèse que le nourrisson pour survivre ne peut s'appuyer, pour ses ressources propres, que sur les sensations qu'il ressent à la surface de sa peau, Didier Anzieu se fonde sur sa pratique de l'analyse pour penser différemment l'interprétation analytique. Le concept ne nie pas la théorie psychanalytique existante décrite par Freud, Winnicott, Melanie Klein et ceux qui les ont suivis.
Dans la pratique quotidienne de l'analyse, les différentes notions du concept de Moi-Peau sont observables.

## La construction du Moi par étayage sur la peau
À la naissance, et probablement in utero à partir du fonctionnement des sens, le nourrisson va puiser dans son environnement proche les bases qui favoriseront sa survie. Le premier étayage auquel il a directement accès est le corps de sa mère. Il y a lieu de considérer deux situations, dans le ventre maternel et les premiers instants hors du ventre maternel. Durant les neuf mois de gestation, l'ensemble de ses besoins en nutriments et oxygène lui est fourni. Le fœtus se développe, ses sens s'organisent et il peut alors percevoir son état comme étant contenu, le corps contenant de la mère forme alors une structure de vie convenable et sûre. Dès la naissance, ces repères changent brusquement, le contenant s'éloigne, se modifie et il devient nécessaire de se procurer nutriment et oxygène en faisant des efforts.
Durant les premières semaines de la vie aérienne, c'est toujours le corps de la mère, les interactions qu'elle a avec son bébé qui vont étayer, soutenir l'adulte en devenir en lui servant d'appui extérieur. Ces interactions se font de deux manières, par les peaux respectives et par l'enveloppe sonore. Au cours de l'enfance, les structures psychiques se mettent en place permettant au Moi de s'installer. Cette construction progressive se fonde sur les expériences sensitives passées, notamment les perceptions et sensations épidermiques partagées entre le bébé et sa mère.

L'approche du Moi-Peau se présente ainsi comme un paradigme décrivant la construction psychique et les mécanismes fondateurs du Moi.

### Les fonctions du Moi-peau par étayage sur la fonction biologique de la peau
- Fonction no 1 :

Fonction de la peau : La peau remplit une fonction de soutènement du squelette et des muscles.	
Fonction du Moi : Le Moi-peau remplit une fonction de maintenance du psychisme
Rapport entre la fonction biologique et la fonction psychique : La fonction de maintenance est assurée par l’intériorisation du holding maternel.
Défaillance ou excès de la fonction : On retrouve une sorte de vide intérieur où les vêtements assurent une unité superficielle mais dépourvus de cette 
arête dorsale qui tient le corps et la pensée.
- Fonction no 2 :

Fonction de la peau : La peau recouvre la surface entière du corps  dans laquelle sont insérés tous les organes des sens externes.	
Fonctions du Moi : Il s’agit de la fonction contenante du Moi-peau.
Rapport entre la fonction biologique et la fonction psychique : Cette fonction est assurée par l’intériorisation de handling maternel.
Défaillance ou excès de la fonction du Moi-Peau : On peut retrouver deux types d’angoisse, 
-	L’angoisse d’une excitation pulsionnelle diffuse, permanent, éparse, non localisable, non identifiable, non apaisable = noyau sans écorce ;
-	L’angoisse d’avoir un intérieur qui se vide, l’enveloppe existe mais sa continuité est interrompue par des trous = Moi-peau passoire.
- Fonction no 3 :

Fonction de la peau : La couche superficielle de l’épiderme protège la couche sensible de celui-ci et l’organisme en général contre les agressions physiques.
Fonction du Moi : Le Moi-peau a une fonction de pare-excitation.
Rapport entre la fonction biologique et la fonction psychique : La mère sert de pare-excitation auxiliaire au bébé, jusqu’à ce que le Moi en croissance du bébé trouve sur sa propre peau un étayage suffisant pour assumer cette fonction.
Défaillance ou excès de la fonction: On retrouve deux types de Moi-peau,  
-	Moi-poulpe : aucune fonction du Moi-peau n’est acquise.
-	Moi-crustacé : carapace rigide qui empêche toutes les autres fonctions de se mettre en place. 
-	Excès de pare-excitation : l’enfant peut ne pas avoir connu la possibilité ni la nécessité d’en venir à un auto-étayage.
- Fonction no 4 :

Fonction de la peau : Par son grain, sa couleur, sa texture, son odeur, la peau humaine présente des différences individuelles considérables.
Fonction du Moi: À son tour, le Moi-peau assure une fonction d’individuation du Soi
Rapport entre la fonction biologique et la fonction psychique : Cette fonction assure au Soi le sentiment d’être un être unique.
Défaillance ou excès de la fonction : On retrouve l’angoisse de l’« inquiétante étrangeté », liée à une menace visant l’individualité du Soi par affaiblissement du sentiment des frontières de celui-ci.
- Fonction no 5 :

Fonction de la peau : La peau est une surface porteuse de poches, de cavités où sont logés les organes des sens autres que ceux du toucher.	
Fonction du Moi : Elle remplit ainsi sa fonction d’intersensorialité dont la référence de base se fait toujours au toucher.
Rapport entre la fonction biologique et la fonction psychique : Le Moi-peau est une surface psychique qui relie entre elles les sensations de diverses natures.
Défaillance ou excès de la fonction : On retrouve une angoisse de morcellement du corps, précisément de démantèlement (Meltzer, 1975), c'est-à-dire d’un fonctionnement indépendant, anarchique, des divers organes des sens.
- Fonction no 6 :

Fonction de la peau : La nourriture et les soins s’accompagnent de contacts peau à peau, qui préparent l’auto-érotisme et situent les plaisirs de peau comme toile de fond habituelle des plaisirs sexuels.
Fonction du Moi : Le Moi-peau remplit une fonction de surface de soutien de l’excitation sexuelle. 
Rapport entre la fonction biologique et la fonction psychique : Le Moi-Peau capte sur toute sa surface l’investissement libidinal et devient une enveloppe d’excitation sexuelle globale.
Défaillance ou excès de la fonction : 
-	Si l’investissement de la peau est plus narcissique que libidinal, alors l’enveloppe rend son possesseur invulnérable, immortel et héroïque.
-	S’il y a absence de cette excitation sexuelle, alors une fois adulte, l’individu ne se sent pas en sécurité pour s’engager dans une relation sexuelle aboutissant à une satisfaction génitale mutuelle.
-	Si les zones sexuelles sont le lieu d’expériences douloureuses plutôt qu’érogènes, alors un Moi-peau troué se trouve renforcé, l’angoisse perspective majorée, la prédisposition aux perversions sexuelles visant à inverser la douleur en plaisir.
- Fonction no 7 :

Fonction de la peau : La peau est une surface de stimulation permanente du tonus sensori-moteur par les excitations externes. 
Fonction du Moi : La fonction du Moi-peau correspondante est la recharge libidinale.
Rapport entre la fonction biologique et la fonction psychique : La recharge libidinale du fonctionnement psychique, de maintien de la tension énergétique et de sa répartition inégale entre les sous-systèmes psychiques.
Défaillance ou excès de la fonction : On retrouve deux types d’angoisse antagonistes, 
-	L’angoisse de l’explosion de l’appareil psychique sous l’effet de la surcharge d’excitation.
-	L’angoisse de Nirvâna, l’angoisse de l’accomplissement du désir d’une réduction de la tension zéro.
- Fonction no 8 :

Fonction de la peau : La peau, avec les organes des sens tactiles qu’elle contient fournit des informations directes sur le monde extérieur.
Fonction du Moi : Le moi-peau remplit une fonction d’inscription des traces sensorielles tactiles.
Rapport entre la fonction biologique et la fonction psychique : Cette fonction est renforcée par l’environnement maternel dans la mesure où il remplit son rôle de « présentation de l’objet » auprès du tout petit.
Défaillance ou excès de la fonction : On retrouve trois types d’angoisse, 
-	L’angoisse d’être marqué par des inscriptions infamantes et indélébiles provenant du Surmoi (rougeurs, eczéma…).
-	L’angoisse du danger d’effacement des inscriptions sous l’effet de leur surcharge.
-	L’angoisse de la perte de la capacité de fixer des traces, dans le sommeil par exemple.